# Districte 22@
El Districte 22@, o simplement 22@, és un CBD de prop de 200 hectàrees al districte de Sant Martí de Barcelona. Va ser creat amb l'objectiu de transformar l'antic sòl industrial del Poblenou en una ciutat compacta on les empreses, universitats, centres d'investigació, de formació i de transferència tecnològica conviuen amb habitatges, equipaments i zones verdes.

## Crítiques
Els nous plans d'urbanisme i l'actitud de l'Ajuntament de Barcelona han provocat controvèrsia entre la ciutadania, ja que és percebut com una amenaça per a l'estabilitat econòmica del barri. L'associació de veïns del Poblenou també és crítica amb aquest nou projecte d'entramat urbà. El col·lectiu Fotut 2004 i altres moviments antifòrum, que van fer campanya en contra del Fòrum Universal de les Cultures a Barcelona l'any 2004, continuen criticant el nou desenvolupament de la ciutat i les polítiques de l'Ajuntament.
Altres crítiques que ha rebut el districte i un dels motius principals que ha frenat la seva ampliació és el difícil accés que ofereix el transport públic de la ciutat: una línia de metro (L1, parada Glòries), que té una parada en tot el districte: diferents busos, com el V23, H12 o X1, que de la mateixa manera que el metro, aturen –o només ofereixen una parada– a la Plaça de les Glòries Catalanes. La línia de bus 7 és de els poques que permet endinsar-se al 22@ seguint l'Avinguda Diagonal. Finalment, un transport que encara ha d'assolir el seu màxim exponent és el TRAM, que té com a objectiu connectar el Trambaix de la plaça de Francesc Macià amb el Trambesòs de la de les Glòries. Encara, però, aquest projecte no està complert, i no serveix sinó per connectar les diferents zones de dins el 22@ entre si.

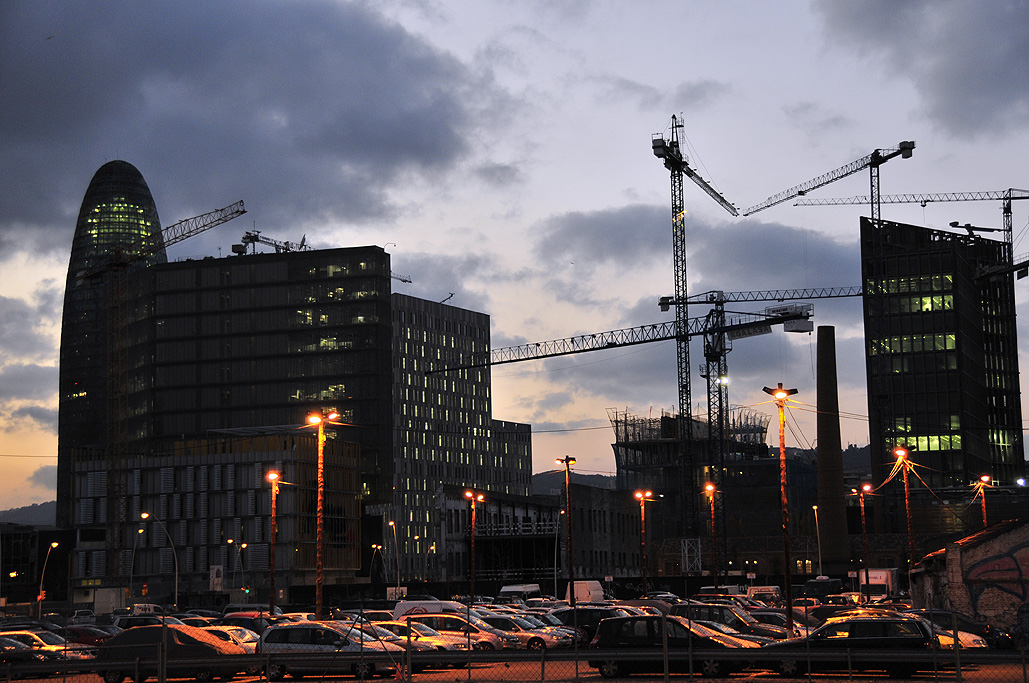
Edificis en construcció al 22@ (2008)
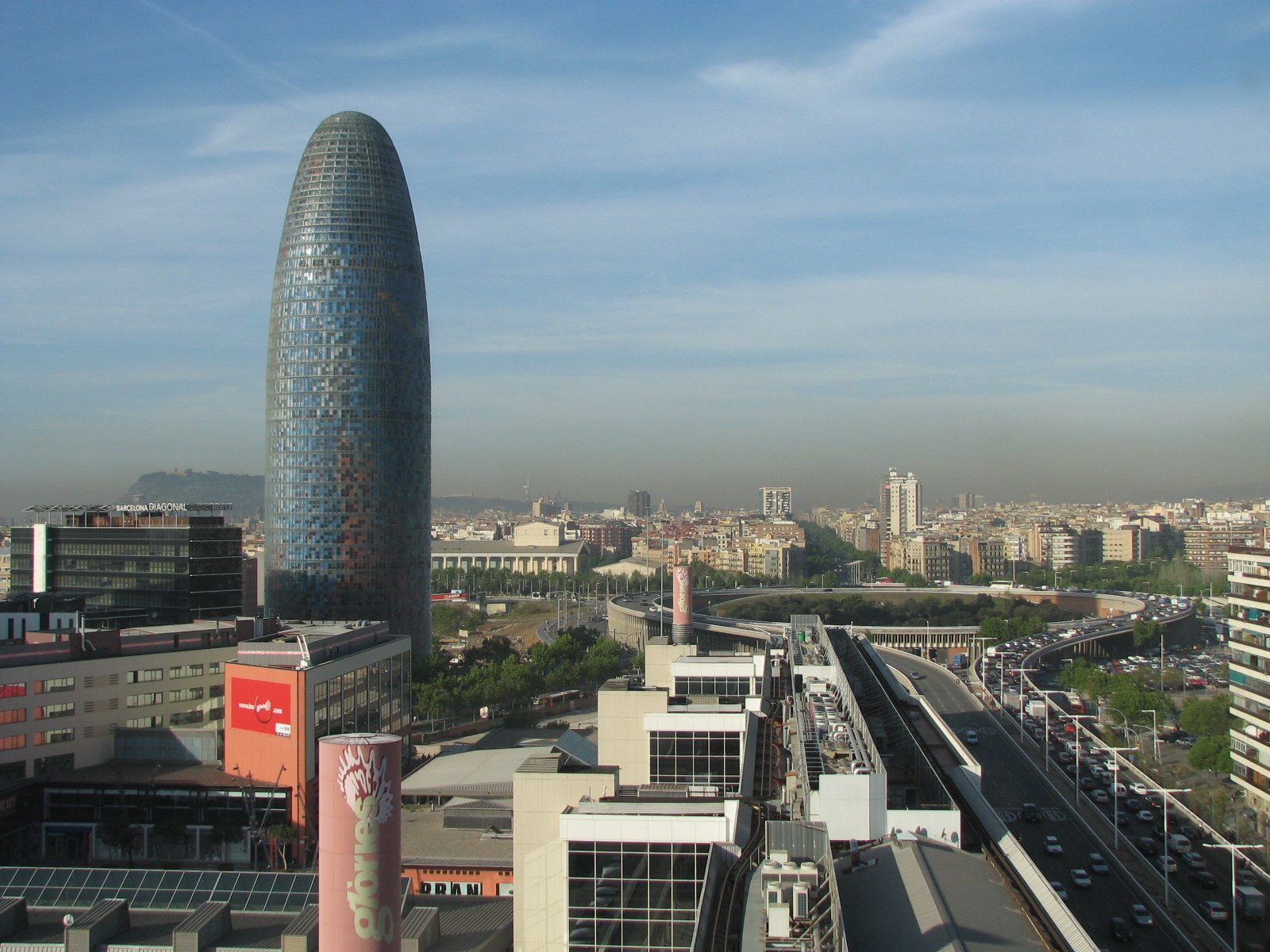
La Torre Agbar i la Plaça de les Glòries Catalanes
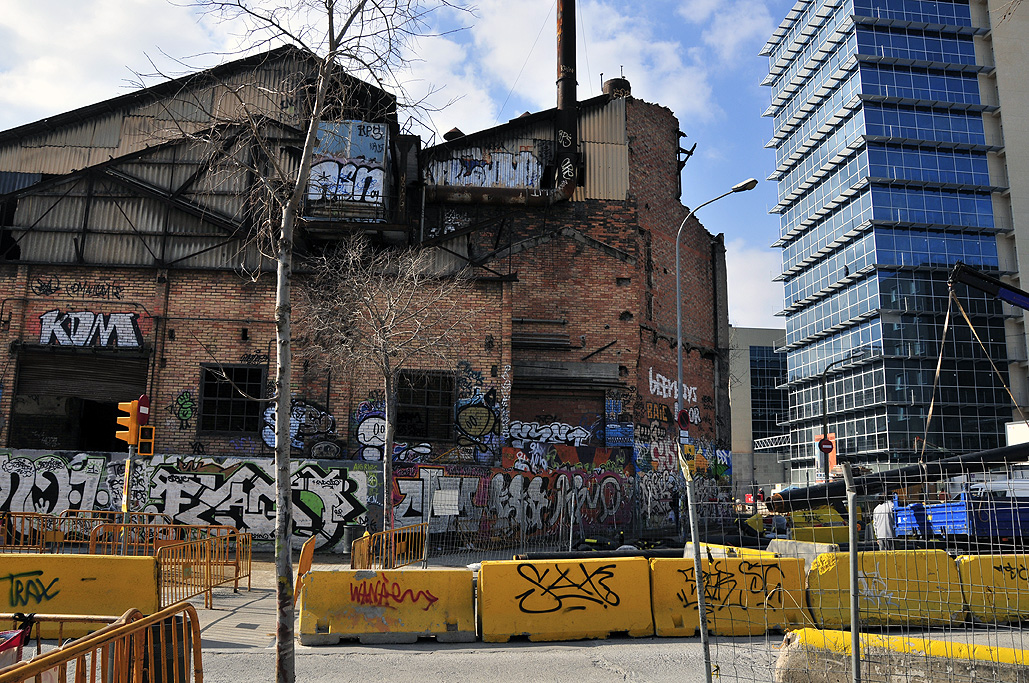
Encara avui coexisteixen antics i nous edificis al barri del Poblenou
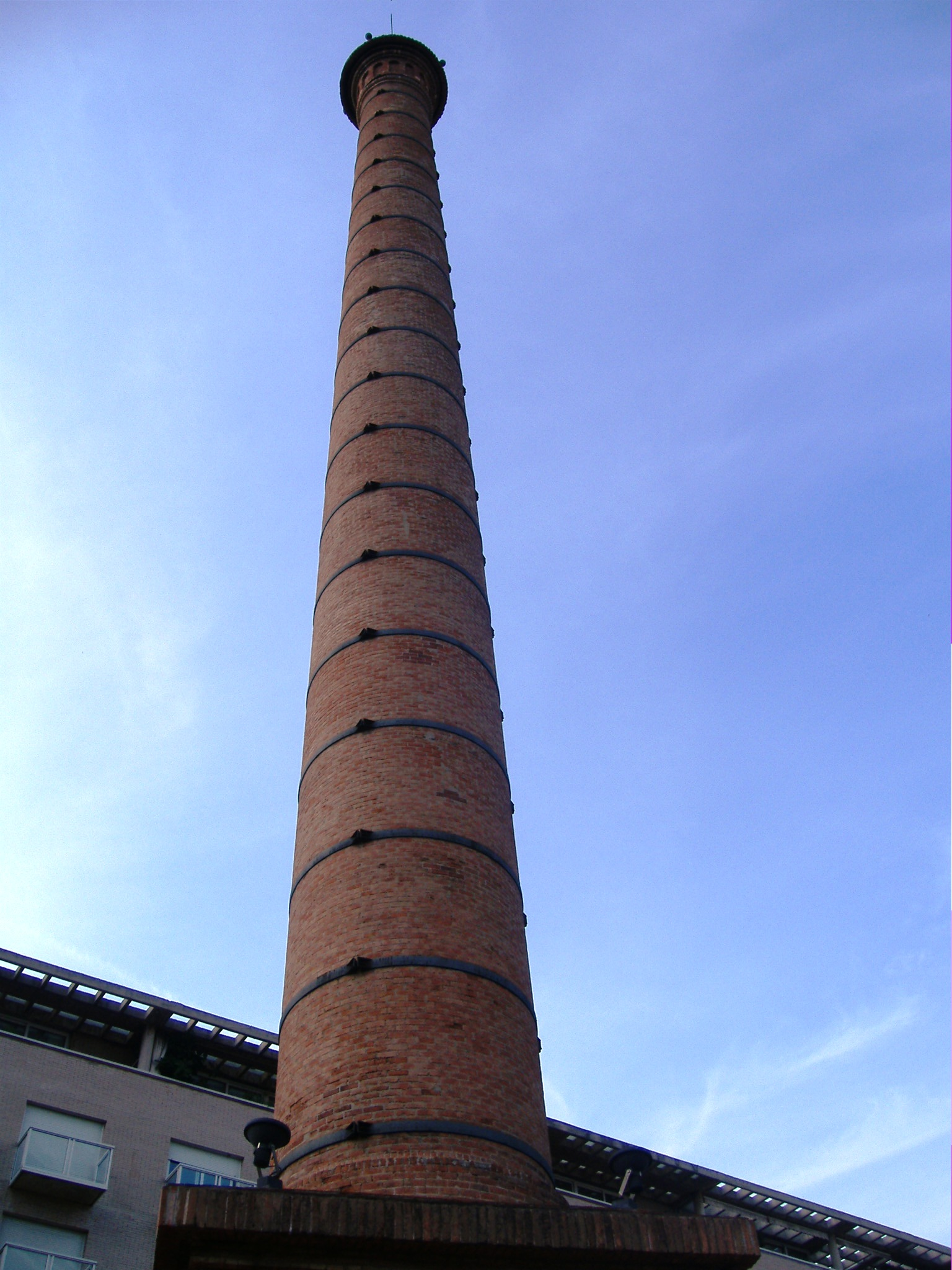
Xemeneia de Can Folch
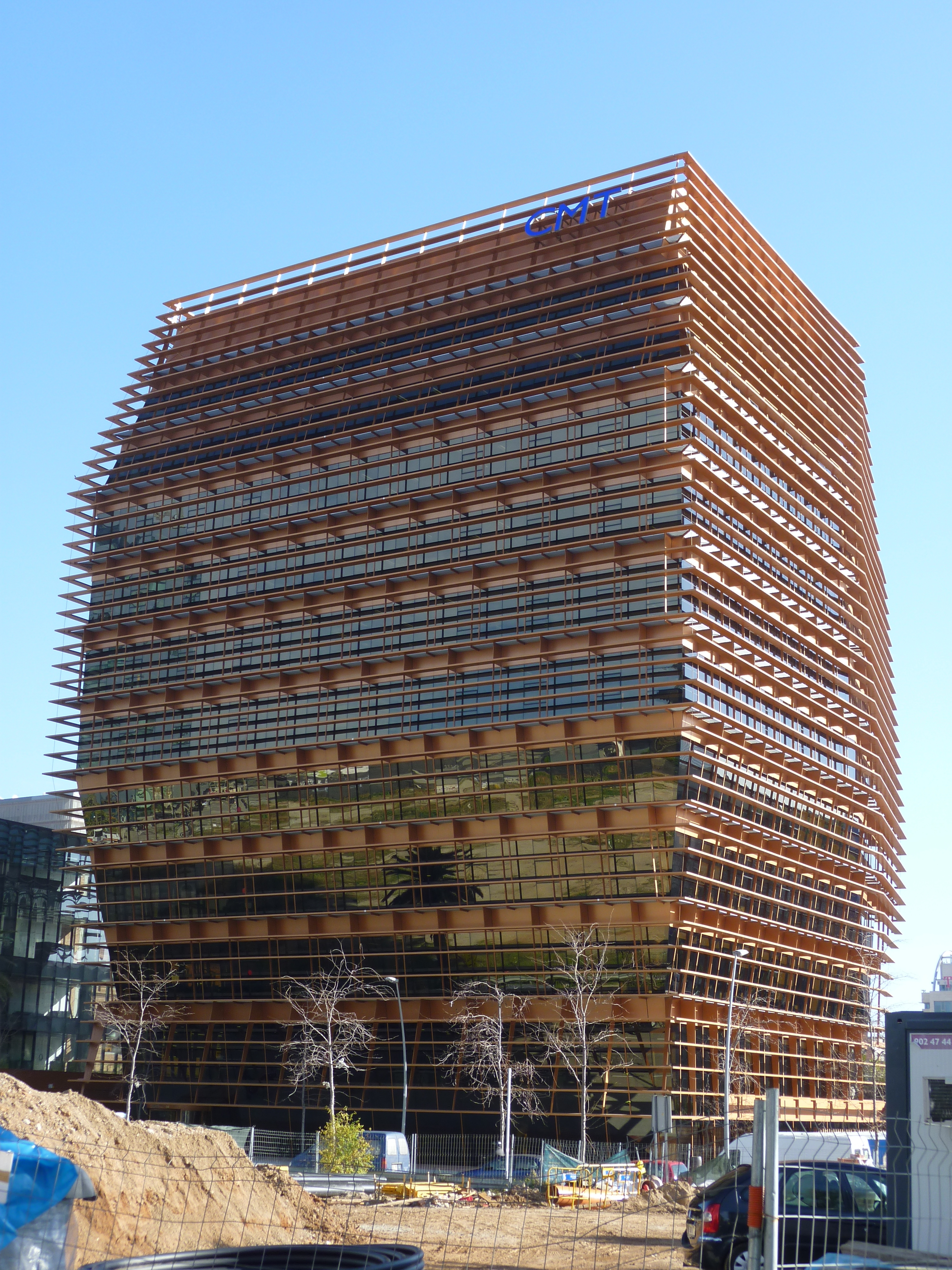
Seu de la Comissió del Mercat de les Telecomunicacions